# Jiřice (ort i Tjeckien, Vysočina)
Jiřice är en ort i Tjeckien.   Den ligger i regionen Vysočina, i den centrala delen av landet, 90 km sydost om huvudstaden Prag. Jiřice ligger 565 meter över havet och antalet invånare är 723.
Terrängen runt Jiřice är platt åt sydost, men åt nordväst är den kuperad. Runt Jiřice är det ganska tätbefolkat, med 155 invånare per kvadratkilometer. Närmaste större samhälle är Humpolec, 3,2 km öster om Jiřice. Omgivningarna runt Jiřice är en mosaik av jordbruksmark och naturlig växtlighet.